# Matteo Sereni
Matteo Sereni (Parma, 11 de fevereiro de 1975) é um ex-futebolista italiano que atuava como goleiro. Foi campeão da Copa da Itália com a Lazio na temporada 2003-2004, sendo o titular da campanha. Sereni também integrou o elenco da seleção italiana que conquistou a medalha de ouro nos Jogos do Mediterrâneo de 1997.